# Euteleuta laticauda
Euteleuta laticauda là một loài bọ cánh cứng trong họ Cerambycidae.